# Número de Moran
Un número de Moran en Matemáticas es un número entero que tiene la propiedad de que, dividido por la suma de sus dígitos en una base dada, el resultado es un número primo.
Cualquier número de Moran también es un número de Harshad.
Hay 62 números de Moran en base 10 menores de 1000: 7 de dos cifras y 55 de tres cifras
18, 21, 27, 42, 45, 63, 84, 111, 114, 117, 133, 152, 153, 156, 171, 190, 195, 198, 201, 207, 209, 222, 228, 247, 261, 266, 285, 333, 370, 372, 399, 402, 407, 423, 444, 465, 481, 511, 516, 518, 531, 555, 558, 592, 603, 629, 645, 666, 711, 730, 732, 738, 774, 777, 801, 803, 804, 846, 888, 915, 954, 999

## Notación
Dado un número entero positivo M en base b que tiene n dígitos di (i = 0,1,...,n-1), entonces M puede expresarse como
{\displaystyle M=\sum _{i=0}^{n-1}d_{i}b^{i}}
Para que M sea un número de Moran debe existir un número primo P que cumpla la siguiente ecuación
{\displaystyle P={\frac {M}{\sum _{i=0}^{n-1}d_{i}}}}
Así, por ejemplo, el año en que se escribe este artículo 2022 es un número de Moran -en base 10-, ya que
{\displaystyle {\frac {2022}{2+0+2+2}}=337}
y 337 es un número primo.